# Gigantic (chanson)
Pour les articles homonymes, voir Gigantic.
Gigantic est une chanson du groupe Pixies extraite de leur premier album Surfer Rosa sorti en 1988. La chanson a été co-écrite par Black Francis et Kim Deal.

## Reprises
Gigantic a été reprise par de nombreux artistes, comme Reel Big Fish, Belle and Sebastian, The Frames, Pavement, Phoebe Bridgers, Gemma Hayes, ou encore Glen Hansard.

## Classements
| Classement                     | Meilleure position |
| ------------------------------ | ------------------ |
| Royaume-Uni (UK Singles Chart) | 93                 |